# Georg zu Mecklenburg (1824–1876)

Herzog Georg zu Mecklenburg, Porträt von Iwan Nikolajewitsch Kramskoi (1876)

Georg August Ernst Adolf Karl Ludwig, Herzog zu Mecklenburg [-Strelitz] (* 11. Januar 1824 in Neustrelitz; † 8. Junijul. / 20. Juni 1876greg. in Sankt Petersburg, begraben in Mirow) war ein russischer General und begründete die russische Linie des Hauses Mecklenburg-Strelitz.

## Leben und Wirken
Herzog Georg war das vierte Kind und jüngster Sohn des Großherzogs Georg von Mecklenburg-Strelitz und dessen Frau Marie von Hessen-Kassel. Friedrich Wilhelm (1819–1904), später Großherzog von Mecklenburg (-Strelitz) und Karoline Charlotte Marianne (1821–1876) waren seine Geschwister. 
1851 heiratete er in Sankt Petersburg Großfürstin Katharina Michailowna Romanowa (1827–1894), Tochter von Großfürst Michael Pawlowitsch Romanow und Charlotte von Württemberg und Enkelin Zar Pauls I. Zur Hochzeit erhielt er Gut und Schloss Remplin als Familienfideikommiss für sich und seine Nachkommen. Das Paar lebte aber weitgehend in Sankt Petersburg, wo es im für Katharinas Vater erbauten Michailowski-Palast residierte. Seit 1857 war er Ehrenmitglied der Russischen Akademie der Wissenschaften in St. Petersburg.
Georg und Katharina Michailowna hatten fünf Kinder:
- Nikolaus Georg Michael Carl (*/† 11. Juli 1854)[2]
- Helene (1857–1936)

⚭ Albert von Sachsen-Altenburg
- Georg Alexander (1859–1909)
- Marie Friederike Helene (*/† 1861)[2]
- Carl Michael (1863–1934)

Georgs Leichnam wurde nach Mecklenburg überführt und am 27. Juni 1876 in der Fürstengruft der Kirche von Mirow beigesetzt.
Zur Erinnerung an ihn und seine nur kurz vor ihm am 1. Juni 1876 verstorbene Schwester Caroline stiftete ihre Mutter, Großherzoginmutter Marie den Neubau der Kirche von Remplin.